# Compagnie des phosphates et des chemins de fer de Gafsa
La Compagnie des phosphates et des chemins de fer de Gafsa est une ancienne entreprise de droit français créée en 1897 pour construire et exploiter un chemin de fer et des gisements miniers dans la région de Métlaoui, au sud de la Tunisie.

## Histoire
La compagnie est chargée d'exploiter les très riches gisements de phosphate découverts par Philippe Thomas dans le sud-ouest de la Tunisie entre 1885 et 1886. À cette fin, une convention est signée le 15 août 1896 entre le directeur des Travaux publics Georges Pavillier et une société financière représentée par Maurice de Robert. 
Cette convention attribue à la société « le droit exclusif d'exploiter pendant 60 ans les gisements de phosphates qui seront rencontrés sur les terrains domaniaux situés au sud-ouest de Gafsa dans une zone d'environ 50 kilomètres de longueur sur 10 kilomètres de largeur, s'étendant jusqu'à la frontière algérienne et comprenant notamment les djebels Zitoun, Zimra, Alima, Seldja, Metlaoui et Stah ainsi que ceux situés au nord et dans le voisinage de Tamerza ».
L'article VIII de la convention précise en outre que « le concessionnaire jouira d'un droit de préférence à conditions égales pour l'exploitation de tous les gisements de phosphates connus ou à découvrir, compris dans un périmètre de protection limité : au nord par le parallèle de Sfax, à l'est par la mer, au sud par le parallèle d'El Hamma et à l'ouest par la frontière algérienne ». 
Le concessionnaire bénéficie en outre de « la cession à titre gratuit, en toute propriété de trente mille hectares de terrains domaniaux cultivables situés dans le contrôle civil de Sfax ».
En échange, le concessionnaire s'engage dans « la construction et l'exploitation d'un chemin de fer partant de Sfax, desservant Gafsa et aboutissant à l'oued Selja ou à tout autre point de la zone des gisements situés entre Gafsa et l'oued Selja ».
Le 22 mai 1897, un décret beylical approuve la création de la Compagnie des phosphates et des chemins de fer de Gafsa qui se substitue à Maurice de Robert,.
La compagnie est liée aux banques Mirabaud-Hottinger, à la compagnie des minerais de fer de Mokta-el-Hadid (Algérie) et au groupe Nervo.
La compagnie développe un réseau ferroviaire comprenant plusieurs lignes construites à voie métrique. Alphonse Parran, dauphin de Paulin Talabot à la Société Mokta El Hadid, prend une participation au capital en 1886.
En 1949, la société est la première entreprise tunisienne par la capitalisation, derrière la Société du Djebel Djerissa.
La compagnie perd son domaine ferroviaire, absorbé par la Société nationale des chemins de fer tunisiens, le 1er janvier 1967. Elle devient par conséquent, en 1976, la Compagnie des phosphates de Gafsa, une société de droit tunisien.

## Lignes

Évolution du réseau des chemins de fer tunisiens entre 1880 et 1941.

Tracé des lignes au-delà de Métlaoui.

- Sfax – Graïba – Meknassy – Gafsa – Métlaoui (242,2 km), ouverture le 20 novembre 1899
- Meknassy – Zebbeus (10,8 km), embranchement ouvert en 1899
- Métlaoui – Tabeditt – Redeyef (44,1 km), ouverte en 1907
- Métlaoui – Tozeur (54,2 km), ouverte le 1er mars 1913
  - Moularès – Henchir Souatir (11,9 km), ouverte en 1907
  - Tabeditt – Moularès (8,8 km), ouverte en 1909
- Tabeditt – Henchir Souatir (embranchement)
- Graïba – Gabès (83,1 km), ouverte le 2 juillet 1916
- El Aguila – Mdhilla (13,7 km), embranchement ouvert en 1921
- Mdhilla-Gare – Mdhilla-Mines (7,5 km), embranchement ouvert en 1921

## Matériel roulant

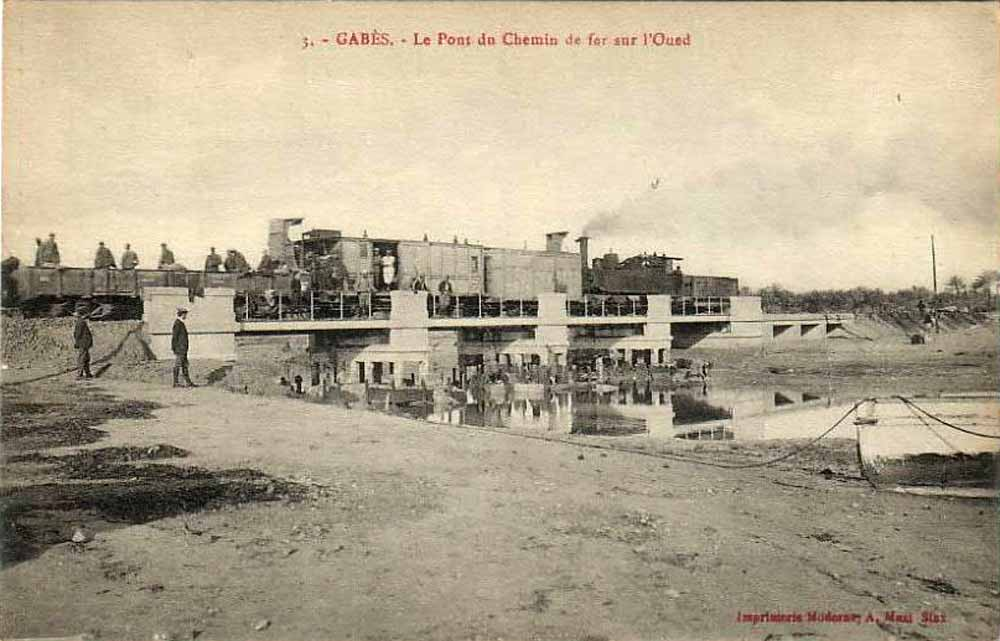
Pont à Gabès au passage d'un train.

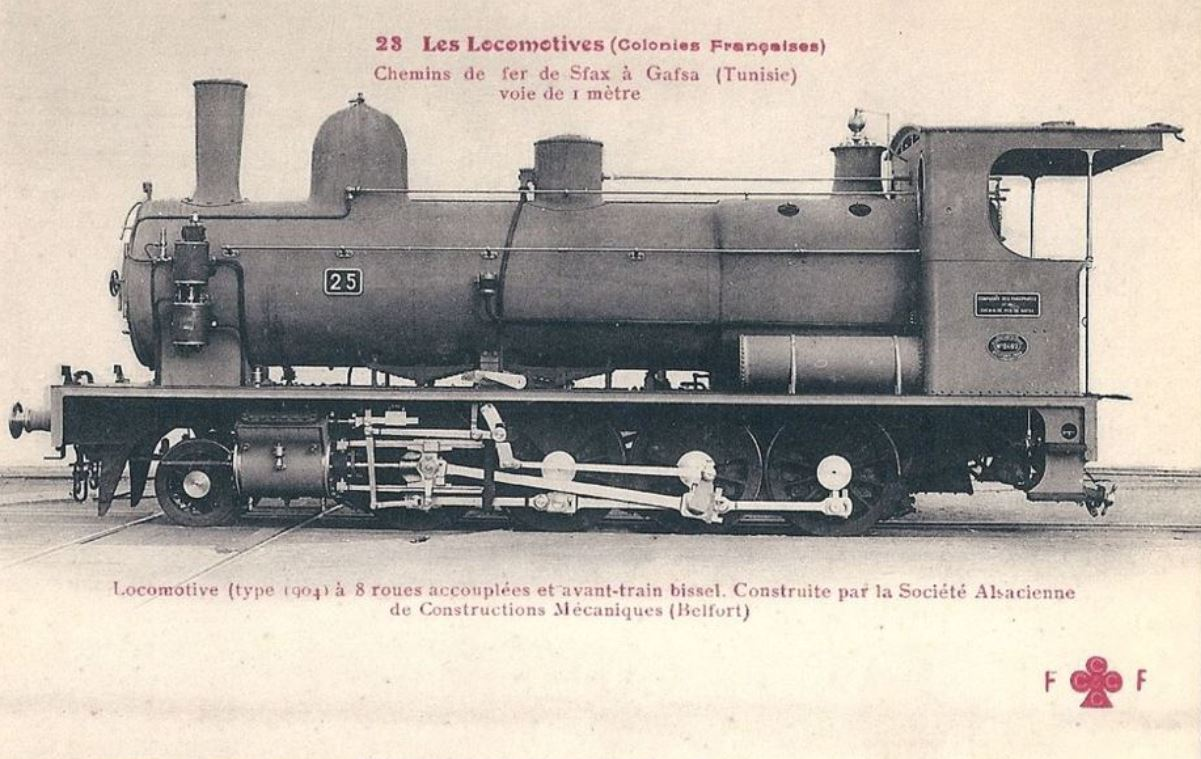
Locomotive no 25, de type 140, construite par la SACM.

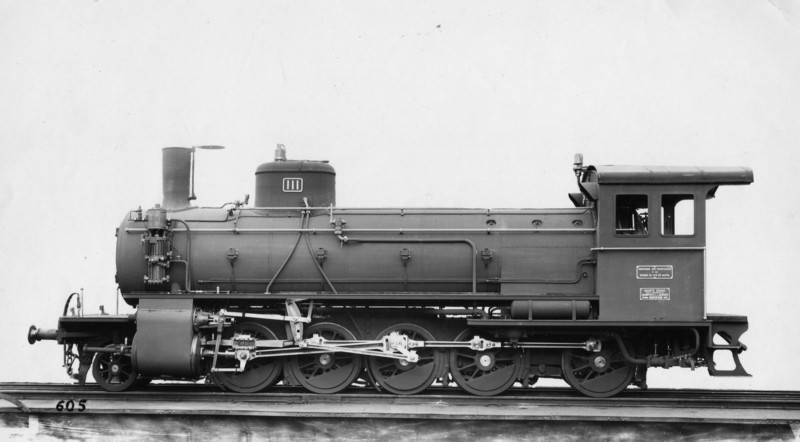
Locomotive no 111 de type 140, construite par SLM.

Locomotive série 81 à 116 construite par SLM Winterthur

Le matériel roulant est muni du double tamponnement et du frein à air type Westighouse.
- Locomotives à vapeur
  - no 1 à 3, type 130, Corpet-Louvet, livrées en 1898 (n° construction 699 à 701)
  - no 4 à 8, type 130, Corpet-Louvet, livrées en 1899 (n° construction 724 à 728)
  - no 9 à 12, type 130, Corpet-Louvet, livrées en 1899 (n° construction 734 à 737)
  - no 13 à 17, type 130, Corpet-Louvet, livrées en 1900 (n° construction 822 à 826)[7]
  - no 18 à 26, type 140, SACM, livrées en 1905[8]
  - no 41 à 45, type 130, Baldwin Locomotive Works, livrées en 1899 (n° construction 17882 à 17886)[9]
  - no 51 à 56, type 030T, Corpet-Louvet, livrées en 1900-1901 (n° construction 827 à 832)
  - no 57, type 030T, Corpet-Louvet, livrées en 1904 (n° construction 1016)
  - no 58, type 030T, Corpet-Louvet, livrées en 1904 (n° construction 1022)
  - no 59 à 61, type 030T, Corpet-Louvet, livrées en 1907 (n° construction 1136 à 1138)
  - no 62 à 64, type 030T, Corpet-Louvet, livrées en 1907 (n° construction 1155 à 1157)
  - no 81 à 90, type 150, SLM Winterthur, livrées en 1908[10]
  - no 91 à 96, type 150, SLM Winterthur, livrées en 1909
  - no 97 à 100, type 150, SLM Winterthur, livrées en 1913
  - no 101 à 106, type 150, SLM Winterthur, livrées en 1914
  - no 107 à 110, type 150, SLM Winterthur, livrées en 1909
  - no 111 à 116, type 150, SLM Winterthur, livrées en 1925
  - no 151 à 154, type 040T, SLM Winterthur, livrées en 1913
  - no 155 à 158, type 040T, SLM Winterthur, livrées en 1925
- Locomotives diesel
  - no 201 à 217, type Bo-Bo, Alsthom/Sulzer 610 CV, livrées en 1950[11]
  - no 301 à 314, type Bo-Bo, Whitcomb, livrées en 1949-50 (n° construction 61 067 à 61 080)
  - no 351 à 354, type B dh, Decauville, livrées en 1955
  - no 401 à 404, Bo-Bo, General Electric, livrées en 1962
  - no 405 à 408, Bo-Bo, General Electric, livrées en 1965
  - no 501 à 506, Co-Co, EMD, livrées en 1964-66

## Présidents
En 1906, Léon Isidore Molinos (1928-1914) est président du conseil d'administration de la Compagnie des phosphates et des chemins de fer de Gafsa (Tunisie), dont le siège social est au no 60 de la rue de la Victoire.